# Dobiesławice (województwo kujawsko-pomorskie)
Dobiesławice – osada w Polsce położona w województwie kujawsko-pomorskim, w powiecie inowrocławskim, w gminie Rojewo.

## Podział administracyjny
W latach 1975–1998 miejscowość administracyjnie należała do województwa bydgoskiego.

## Demografia
Według Narodowego Spisu Powszechnego (III 2011 r.) wieś liczyła 113 mieszkańców. Jest siedemnastą co do wielkości miejscowością gminy Rojewo.

## Zabytki
Według rejestru zabytków NID na listę zabytków wpisany jest zespół dworski z XIX w., nr rej.: 177/A z 15.06.1985:
- dwór, 3 ćw. XIX w.
- park, 1 poł. XIX w.
- zabudowania gospodarcze, 2 poł. XIX w.:
  - rządcówka
  - owczarnia
  - obora.

## Rolnictwo
W miejscowości działało państwowe gospodarstwo rolne.